# Federico Guglielmo di Hohenzollern-Sigmaringen
Federico Guglielmo di Hohenzollern-Sigmaringen, principe di Hohenzollern (tedesco: Friedrich Wilhelm Ferdinand Joseph Maria Manuel Georg Meinrad Fidelis Benedikt Michael Hubert Fürst von Hohenzollern; Umkirch, 3 febbraio 1924 – 16 settembre 2010), è stato il capo del casato principesco di Hohenzollern-Sigmaringen.

## Biografia

### Giovinezza e ascesa
Federico Guglielmo nacque nel castello di Umkirch. ed era il maggiore dei figli maschi di Federico, principe di Hohenzollern (1891-1965) e di sua moglie, la principessa Margherita Carola di Sassonia (1900-1962), figlia dell'ultimo re di Sassonia Federico Augusto III. Diventò il capo del casato di Hohenzollern-Sigmaringen il 6 febbraio 1965 in seguito alla morte di suo padre il principe Federico, e rimase tale fino alla sua propria morte avvenuta il 16 settembre 2010.

### Matrimonio
Federico Guglielmo sposò la principessa Margherita di Leiningen (1932-1996) il 3 febbraio 1951. La principessa Margherita era figlia di Carlo, VI principe di Leiningen e di sua moglie la granduchessa Marija Kirillovna di Russia.

### Principe di Hohenzollern
Secondo le leggi di successione rumene dell'ultima Costituzione democratica del regno del 1923, alla morte di re Michele, purché egli muoia senza figli maschi come è ormai probabile, i discendenti di Federico Guglielmo erediteranno probabilmente i diritti di successione al trono rumeno, sebbene la rinuncia di suo nonno al suo diritto al trono romeno in favore di suo fratello, il re Ferdinando I di Romania, può essere vista come una privazione del lignaggio di Federico Guglielmo di tale diritto (confronta "linea di successione al trono di Romania").

## Discendenza
Il principe Federico Guglielmo e la principessa Margherita di Leiningen hanno avuto tre figli:
- principe Carlo Federico di Hohenzollern (nato nel 1952), che è succeduto a Federico Guglielmo come capo della casata di Hohenzollern;
- principe Alberto di Hohenzollern (nato nel 1954), sposato con Nathalie Rocabado de Viets ed ha tre figli;
- principe Ferdinando di Hohenzollern (nato nel 1960), sposato con la contessa Ilona Kálnoky de Köröspatak ed ha tre figli.[3]

## Titoli e trattamento
- 3 febbraio 1924 – 22 ottobre 1927: Sua altezza serenissima principe Federico Guglielmo di Hohenzollern
- 22 ottobre 1927 – 6 febbraio 1965: Sua altezza serenissima, il Principe ereditario di Hohenzollern
- 6 febbraio 1965 – 16 settembre 2010: Sua Altezza, il Principe di Hohenzollern

## Ascendenza
|                                                      |                     |                                       | Genitori                                         |  |  | Nonni |  |  | Bisnonni                           |  |  | Trisnonni                                           |  |
|                                                      |                     |                                       |                                                  |  |  |       |  |  | Leopoldo, principe di Hohenzollern |  |  | Carlo Antonio, principe di Hohenzollern-Sigmaringen |  |
|                                                      |                     |                                       |                                                  |  |  |       |  |  | Leopoldo, principe di Hohenzollern |  |  | Carlo Antonio, principe di Hohenzollern-Sigmaringen |  |
|                                                      |                     | principessa Giuseppina di Baden       |                                                  |  |  |       |  |  | Leopoldo, principe di Hohenzollern |  |  |                                                     |  |
| Guglielmo, principe di Hohenzollern                  |                     |                                       |                                                  |  |  |       |  |  | Leopoldo, principe di Hohenzollern |  |  |                                                     |  |
|                                                      |                     | infanta Antonia di Portogallo         | Ferdinando II del Portogallo                     |  |  |       |  |  |                                    |  |  |                                                     |  |
|                                                      |                     | infanta Antonia di Portogallo         | Ferdinando II del Portogallo                     |  |  |       |  |  |                                    |  |  |                                                     |  |
|                                                      |                     | infanta Antonia di Portogallo         | Maria II di Portogallo                           |  |  |       |  |  |                                    |  |  |                                                     |  |
| Federico Vittorio, principe di Hohenzollern          |                     | infanta Antonia di Portogallo         |                                                  |  |  |       |  |  |                                    |  |  |                                                     |  |
|                                                      |                     | principe Luigi, conte di Trani        | Ferdinando II delle Due Sicilie                  |  |  |       |  |  |                                    |  |  |                                                     |  |
|                                                      |                     | principe Luigi, conte di Trani        | Ferdinando II delle Due Sicilie                  |  |  |       |  |  |                                    |  |  |                                                     |  |
|                                                      |                     | principe Luigi, conte di Trani        | arciduchessa Maria Teresa d'Austria              |  |  |       |  |  |                                    |  |  |                                                     |  |
| Maria Teresa di Borbone-Due Sicilie                  |                     | principe Luigi, conte di Trani        |                                                  |  |  |       |  |  |                                    |  |  |                                                     |  |
|                                                      |                     | duchessa Matilde di Baviera           | Massimiliano Giuseppe, duca in Baviera           |  |  |       |  |  |                                    |  |  |                                                     |  |
|                                                      |                     | duchessa Matilde di Baviera           | Massimiliano Giuseppe, duca in Baviera           |  |  |       |  |  |                                    |  |  |                                                     |  |
|                                                      |                     | duchessa Matilde di Baviera           | principessa Ludovica di Baviera                  |  |  |       |  |  |                                    |  |  |                                                     |  |
| Federico Guglielmo, principe di Hohenzollern         |                     | duchessa Matilde di Baviera           |                                                  |  |  |       |  |  |                                    |  |  |                                                     |  |
|                                                      | Giorgio di Sassonia | Giovanni di Sassonia                  |                                                  |  |  |       |  |  |                                    |  |  |                                                     |  |
|                                                      | Giorgio di Sassonia | Giovanni di Sassonia                  |                                                  |  |  |       |  |  |                                    |  |  |                                                     |  |
|                                                      | Giorgio di Sassonia | principessa Amalia Augusta di Baviera |                                                  |  |  |       |  |  |                                    |  |  |                                                     |  |
| Federico Augusto III di Sassonia                     | Giorgio di Sassonia |                                       |                                                  |  |  |       |  |  |                                    |  |  |                                                     |  |
|                                                      |                     | infanta Maria Anna di Portogallo      | Ferdinando II del Portogallo                     |  |  |       |  |  |                                    |  |  |                                                     |  |
|                                                      |                     | infanta Maria Anna di Portogallo      | Ferdinando II del Portogallo                     |  |  |       |  |  |                                    |  |  |                                                     |  |
|                                                      |                     | infanta Maria Anna di Portogallo      | Maria II del Portogallo                          |  |  |       |  |  |                                    |  |  |                                                     |  |
| principessa Margherita carola di Sassonia            |                     | infanta Maria Anna di Portogallo      |                                                  |  |  |       |  |  |                                    |  |  |                                                     |  |
|                                                      |                     | Ferdinando IV, granduca di Toscana    | Leopoldo II, granduca di Toscana                 |  |  |       |  |  |                                    |  |  |                                                     |  |
|                                                      |                     | Ferdinando IV, granduca di Toscana    | Leopoldo II, granduca di Toscana                 |  |  |       |  |  |                                    |  |  |                                                     |  |
|                                                      |                     | Ferdinando IV, granduca di Toscana    | principessa Maria Antonia di Borbone-Due Sicilie |  |  |       |  |  |                                    |  |  |                                                     |  |
| arciduchessa Luisa d'Austria, principessa di Toscana |                     | Ferdinando IV, granduca di Toscana    |                                                  |  |  |       |  |  |                                    |  |  |                                                     |  |
|                                                      |                     | principessa Alice di Parma            | Carlo III, duca di Parma                         |  |  |       |  |  |                                    |  |  |                                                     |  |
|                                                      |                     | principessa Alice di Parma            | Carlo III, duca di Parma                         |  |  |       |  |  |                                    |  |  |                                                     |  |
|                                                      |                     | principessa Alice di Parma            | principessa Luisa Maria Teresa d'Artois          |  |  |       |  |  |                                    |  |  |                                                     |  |
|                                                      |                     | principessa Alice di Parma            |                                                  |  |  |       |  |  |                                    |  |  |                                                     |  |